# Axis Bank
Axis Bank, före detta UTI Bank, är en indisk bank som grundades 1994, efter att landets regering tillåtit etableringen av nya banker. Bankens registrerade adress är i Ahmedabad, men dess centrala huvudkontor ligger i Bombay. 